# 舍必崖乡
舍必崖乡，是中华人民共和国内蒙古自治区呼和浩特市和林格尔县下辖的一个乡镇级行政单位。

## 行政区划
舍必崖乡下辖以下地区：
舍必崖村、兰家窑村、兰家房村、西厂圪洞村、水口村、估尔什村、韭菜沟村、台几村、打墙沟村、什八台村、土不婵村、迭力素村、大甲赖村、小甲赖村、麻黄圪洞村、东营子村、西营子村、柴六营村、同昌营村、挠尔板申村、栽生沟村、丈房沟村、董家营村和黑麻洼村。